# Castillo y muralla (Culla)

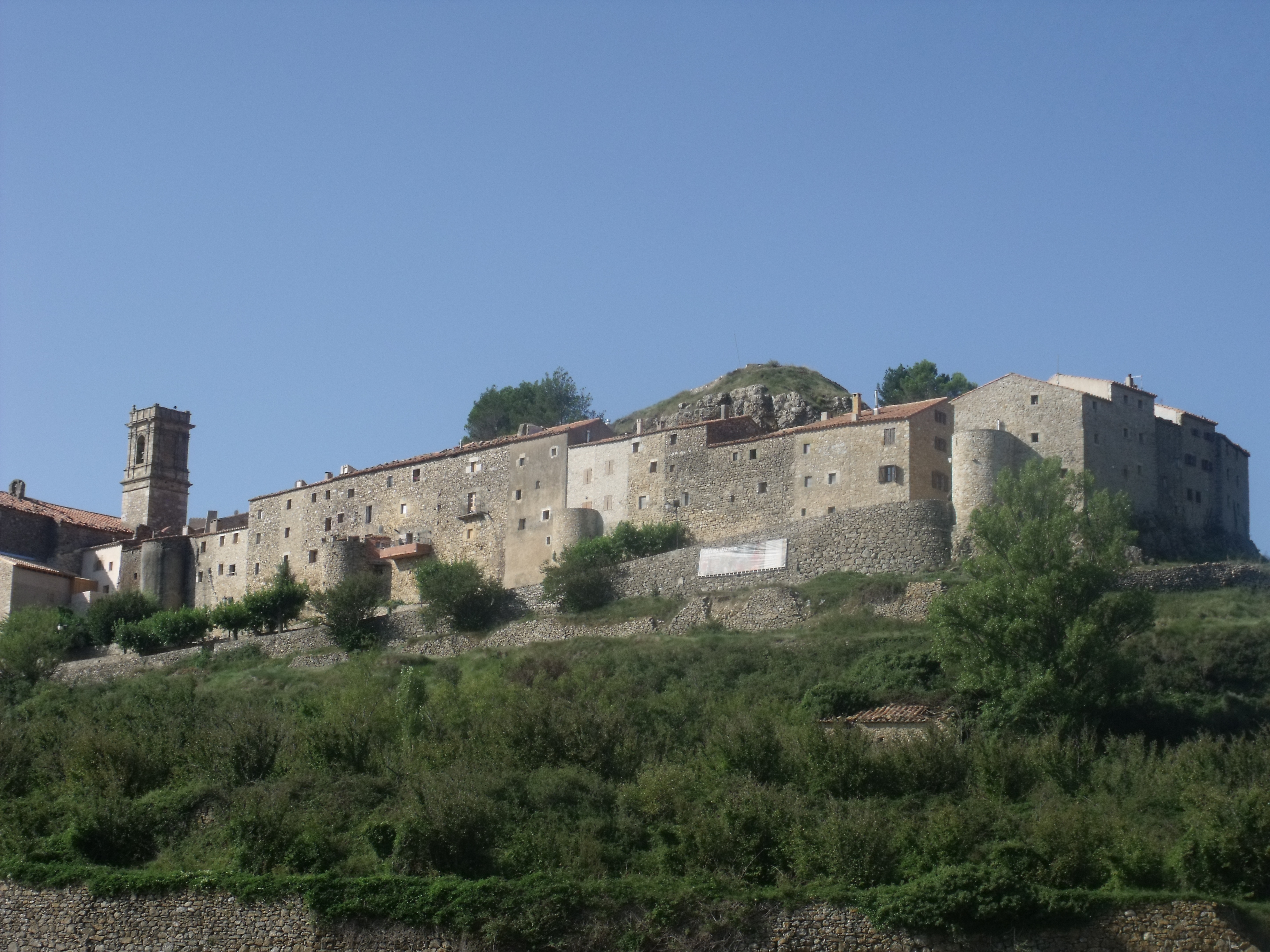
Vista del recinto amurallado

El castillo y muralla de Culla, en la comarca del Alto Maestrazgo, provincia de Castellón, es un conjunto fortificado formado por los restos del castillo de Culla y del recinto amurallado de la misma localidad. Como ocurre con todos los castillos y murallas están catalogados como Bien de Interés Cultural, por declaración genérica, presentando anotación ministerial: R-I-51-0010119, y fecha de anotación 9 de octubre de 1997.
Culla es un municipio que se localiza sobre la muela del mismo nombre y es en la parte más alta de la localidad donde se encuentra el castillo y alrededor de la misma el recinto amurallado.

## Historia
Culla es una población de remotos orígenes que llegan a épocas prehistóricas, lo cual queda patente en los restos arqueológicos y en las pinturas rupestres que se localizan en su demarcación.

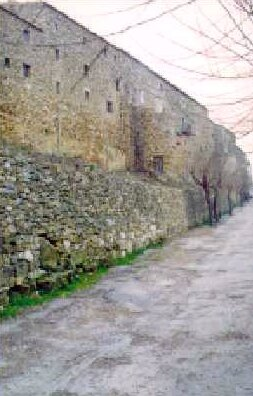
Restos de las murallas, adosadas a las viviendas

Hasta el siglo XIII, con la conquista de los territorios por las tropas del rey Jaime I de Aragón, Culla estuvo bajo el dominio árabe. En 1233 fue reconquistada por Blasco de Alagón, recibiendo la Carta Puebla en 1244.
Es este momento histórico, Culla tenía un importante castillo, el conocido como Castillo de Culla, debido a su estratégica situación geográfica y al amplio territorio que dominaba. Por ello se puede considerar que este castillo montano es de época de la dominación árabe, y por lo tanto muy posiblemente del siglo XII.
Como ocurriera con territorios y edificios de otras localidades cercanas, con el tiempo Culla acabó perteneciendo a la Orden del Temple, alrededor de 1303, pasando más tarde, al entrar en crisis la mencionada orden militar a la Orden de Montesa
En 1345 se produce el nacimiento de lo que se llamó La Setena de Culla o “Comunitat d’Herbatge” constituida por: Culla, Atzeneta, Vistabella, Benassal, Torre de Embesora, Benafigos  y  Vilar de Canes. Se trataba de una agrupación de municipios que llevó a cabo la compra de los derechos de explotación de los recursos pecuarios y forestales a la Orden de Montesa, que se estaba quedando con todas las posesiones de la Orden del temple, las cuales afectaban a todos los municipios de la Comunidad; con ello pretendían defender con más fuerza sus intereses ganaderos comunes, frente a los de la Orden de Montesa. Esta agrupación siguió en funcionamiento hasta mediados del siglo XIX. No puede perderse de vista que la principal actividad económica de la zona en esta época era la agricultura de secano (almendro, olivo, avellano, vid y cereales),  y la ganadería, especialmente la extensiva (ovino, caprino, bovino) y , en mucha menor importancia,  la ganadería intensiva sobre todo de porcino, avícola y apícola.
Durante el siglo XVIII, el castillo de Culla perdió poder político y asdministrativo.
Este fenómeno coincidió con las remodelaciones urbanísticas que se llevaron a cabo durante este siglo en Culla, como fueron la construcción de la iglesia, conocida como Iglesia parroquial del Salvador; la Ermita de San Cristóbal; así como obras de mejora y ampliación del núcleo urbano en general. Además, estas remodelaciones y el constante crecimiento de la población dieron lugar al derribo de las murallas o a su utilización como muros de nuevas viviendas a ellas adosadas.
Durante las Guerras Carlistas, Culla fue un lugar constante enfrentamiento lo que produjo deterioro en parte de su casco antiguo, destacando entre las pérdidas el castillo, el cual quedó totalmente destrozado, quedando tal y como se contempla en la actualidad.

## Descripción
El castillo que en su día dominaba la población, conserva sólo unos pocos vestigios, como ocurre con las murallas, de las que se conservan los restos de la Torre del Frare Pere, y torreones del siglo XIII, así como la puerta de entrada a la Barbacana y los escudos de armas de la Orden de Montesa.
El castillo era de planta irregular, compuesto por tres recintos amurallados, que podrían calificarse de aproximadamente concéntricos. De todo ello apenas quedan restos de la muralla más exterior, que forma parte de los basamentos y muros de las actuales viviendas. Pese a ello, de esta última y más externa muralla pueden contemplarse algunos torreones, pasadizos, portales así como una buena colección de casas señoriales.
Como hemos dicho anteriormente el castillo es de época árabe, pero las murallas son posteriores, de tiempos de los Alagón y Anglesola, que fueron sus propietarios tras la reconquista, y también hay fortificaciones que datan de la época de dominio de las Órdenes, primero del Temple y posteriormente de Montesa.